# 第94回日劇學院賞
←第93回 - 第94回 - 第95回→
第94回日劇學院賞，針對2017年7月到9月在日本播出之夏季檔連續劇所做出的投票與評比。本季獲最優秀作品賞為富士電視台的《空中急診英雄 第3季》，此劇共獲三項獎，而《雛鳥》共獲四項獎為本季最多。

## 得獎名單

### 最優秀作品賞
1. 空中急診英雄 第3季[2]
2. 雛鳥
3. 過度保護的加穗子

- 讀者票：1. 空中急診英雄 第3季；2. 機器飯友；3. 過度保護的加穗子；4. 是我們做的；5. 我的彆腳丈夫
- 記者票：1. 雛鳥；2. 空中急診英雄 第3季；2. 過度保護的加穗子；4. 偵探物語；5. 
下北澤Die Hard
- 評審票：1. 雛鳥；2. 安寧之鄉；3. 空中急診英雄 第3季；4. 過度保護的加穗子；5. 下北澤Die Hard

### 主演男優賞
1. 山下智久（空中急診英雄 第3季）[3]
2. 窪田正孝（是我們做的）
3. 石坂浩二（安寧之鄉）
4. 瑛太（偵探物語）
5. 長瀨智也（對不起，我愛你）

- 讀者票：1. 山下智久（空中急診英雄 第3季）；2. 有岡大貴（機器飯友）；3. 窪田正孝（是我們做的）；4. 錦戶亮（我的彆腳丈夫）；5. 長瀨智也（對不起，我愛你）
- 記者票：1. 山下智久（空中急診英雄 第3季）；2. 窪田正孝（是我們做的）；3. 瑛太（偵探物語）；4. 長瀨智也（對不起，我愛你）；4. 福士蒼汰（曾愛過，有秘密）；6. 西島秀俊（毛毯貓）
- 評審票：1. 石坂浩二（安寧之鄉）；2. 山下智久（空中急診英雄 第3季）；3. 窪田正孝（是我們做的）；4. 瑛太（偵探物語）；4. 東山紀之（刑事7人）；6. 有田哲平（深海魚男）

### 主演女優賞
1. 有村架純（雛鳥）[4]
2. 高畑充希（過度保護的加穗子）
3. 武井咲（黑革記事本）
4. 渡邊直美（神奈小姐）
5. 志田未來（豬籠草之夢）

- 讀者票：1. 高畑充希（過度保護的加穗子）；2. 有村架純（雛鳥）；3. 武井咲（黑革記事本）；4. 渡邊直美（神奈小姐）；5. 志田未來（豬籠草之夢）
- 記者票：1. 有村架純（雛鳥）；2. 高畑充希（過度保護的加穗子）；3. 武井咲（黑革記事本）；4. 渡邊直美（神奈小姐）；5. 志田未來（豬籠草之夢）
- 評審票：1. 有村架純（雛鳥）；2. 武井咲（黑革記事本）；3. 高畑充希（過度保護的加穗子）；4. 渡邊直美（神奈小姐）；5. 平尾菜菜花（小悅）

### 助演男優賞
1. 竹內涼真（過度保護的加穗子）[5]
2. 森田剛（偵探物語）
3. 淺利陽介（空中急診英雄 第3季）
4. 有岡大貴（空中急診英雄 第3季）
5. 成田凌（空中急診英雄 第3季）

- 讀者票：1. 淺利陽介（空中急診英雄 第3季）；2. 有岡大貴（空中急診英雄 第3季）；3. 竹內涼真（過度保護的加穗子）；4. 今野浩喜（是我們做的）；5. 藪宏太（我的彆腳丈夫）
- 記者票：1. 竹內涼真（過度保護的加穗子）；2. 森田剛（偵探物語）；3. 澤村一樹（雛鳥）；4. 成田凌（空中急診英雄 第3季）；5. 今野浩喜（是我們做的）
- 評審票：1. 竹內涼真（過度保護的加穗子）；2. 森田剛（偵探物語）；3. 今野浩喜（是我們做的）；4. 成田凌（空中急診英雄 第3季）；4. 佐佐木藏之介（雛鳥）；4. 江口洋介（黑革記事本）；4. 奧田瑛二（黑革記事本）

### 助演女優賞
1. 新垣結衣（空中急診英雄 第3季）[6]
2. 戶田惠梨香（空中急診英雄 第3季）
3. 木村佳乃（雛鳥）
4. 和久井映見（雛鳥）
5. 松岡茉優（我的彆腳丈夫）

- 讀者票：1. 新垣結衣（空中急診英雄 第3季）；2. 戶田惠梨香（空中急診英雄 第3季）；3. 松岡茉優（我的彆腳丈夫）；4. 比嘉愛未（空中急診英雄 第3季）；5. 永野芽郁（是我們做的）
- 記者票：1. 新垣結衣（空中急診英雄 第3季）；2. 戶田惠梨香（空中急診英雄 第3季）；3. 松岡茉優（我的彆腳丈夫）；4. 木村佳乃（雛鳥）；4. 吉岡里帆（對不起，我愛你）；6. 川榮李奈（是我們做的）
- 評審票：1. 木村佳乃（雛鳥）；2. 和久井映見（雛鳥）；3. 新垣結衣（空中急診英雄 第3季）；3. 野際陽子（安寧之鄉）；3. 仲里依紗（黑革記事本）；3. 橋本環奈（警視廳生物系）

### 主題曲賞
1. 《青春廣場》桑田佳祐（雛鳥）[7]
2. 《HANABI》Mr.Children（空中急診英雄 第3季）
3. 《Family Song》星野源（過度保護的加穗子）

- 讀者票：1. 《HANABI》Mr.Children（空中急診英雄 第3季）；2. 《Are You There？》A.Y.T.（機器飯友）；3. 《Family Song》星野源（過度保護的加穗子）；4. 《奇蹟之人》關西傑尼斯8（我的彆腳丈夫）；5. 《是我們做的》DISH//（是我們做的）
- 記者票：1. 《Family Song》星野源（過度保護的加穗子）；2. 《青春廣場》桑田佳祐（雛鳥）；3. 《Forevermore》宇多田光（對不起，我愛你）；4. 《HANABI》Mr.Children（空中急診英雄 第3季）；5. 《ユメマカセ》SOIL&"PIMP"SESSIONS feat. Yojiro Noda（偵探物語）；《是我們做的》DISH//（是我們做的）
- 評審票：1. 《青春廣場》桑田佳祐（雛鳥）；2. 《慕情》中島美雪（安寧之鄉）；3. 《ユメマカセ》SOIL&"PIMP"SESSIONS feat. Yojiro Noda（偵探物語）；4. 《Family Song》星野源（過度保護的加穗子）；4. 《Forevermore》宇多田光（對不起，我愛你）；6. 《HANABI》Mr.Children（空中急診英雄 第3季）；6. 《パパママソング》中山裕介、平尾菜菜花、門脇麥、石田ニコル、安藤玉恵、岡本健一（小悅）；6. 《TAKE MY HAND》夜の本気ダンス（Cecile的企圖）

### 劇本賞
1. 岡田惠和（雛鳥）[8]
2. 倉本聰（日语：倉本聰）（安寧之鄉）
3. 遊川和彥 （過度保護的加穗子）

### 導演賞
1. 大根仁（偵探物語）[9]
2. 黑崎博（日语：黒崎博）、田中正、福岡利武、渡邊哲也、川上剛、堀內裕介、松木健祐、板垣麻衣子（雛鳥）；西浦正記（日语：西浦正記）、葉山浩樹（日语：葉山浩樹）、田中亮（Code Blue 3）

### 特別賞
- 《雛鳥》片頭的迷你模型[10]

## 得獎原因
- 山下智久
  - 飾演飛行醫生・藍澤耕作一角，演繹了七年前曾經冷酷無比的藍澤與腦腫瘤患者・天才鋼琴少女天野奏相遇後的苦惱與人情味。七年後的藍澤培養新人，時而嚴厲批評時而給予鼓勵的表現引起了迴響。
- 新垣結衣
  - 飾演飛行醫生的白石惠，身為急救中心的領導人，「抱著嚴厲的態度指導實習醫生的模樣很帥氣」，得到許多的稱讚。

## 外部連結
- 第94回日劇學院賞 （页面存档备份，存于）